# سستو سان جووانی
شهر سستو سن جووانی (به ایتالیایی: Sesto San Giovanni) با جمعیت ۸۰٬۸۸۶ نفر در استان میلان در ناحیه لمباردی در شمال کشور ایتالیا واقع شده‌است.